# 바 모
바 모(버마어: ဘမော်, 1893년 2월 8일~1977년 5월 29일)는 버마의 변호사이자 정치 지도자로, 전후와 제2차 세계 대전 기간 동안 활동했다. 그는 제1대 버마 총리 (1937년~1939년)였고 1942년부터 1945년까지 버마국의 국가 원수였다.

## 어린 시절 및 교육
바 모는 마우빈에서 태어났다. 바 모는 몬-버마 혼혈 가문의 명문 가문 출신이다. 그의 아버지 슈 켸는 아메르스트(현재의 짜이카미) 출신의 몬족으로 프랑스어와 영어에 능통했다. 이에 따라 슈 켸는 1870년대 유럽 주재 버마 공관에서 키운 밍기 우 카웅을 수행했던 왕실 외교관으로 일했고, 마지막 버마 왕가의 마지막 왕궁에서 왕실 가정교사 마크 박사의 보조교사로 일했다. 바 모의 형인 바 한 박사 (1890년~1969년)는 변호사이자 사전 편찬자이자 법률학자로 1957년부터 1958년까지 버마의 법무장관을 지냈다.
랑군 대학교에서 교육을 받은 후, 바 모는 1917년 인도 캘커타 대학교에서 석사 학위를 받았다. 그리고 나서 그는 영국 케임브리지 대학교에서 교육을 받았고 1923년에 변호사로 불려간 그레이 법조원에서 법학 학위를 받았다. 그는 프랑스 보르도 대학교에서 박사 학위를 취득했다. 바 모는 버마의 불교 양상에 대해 프랑스어로 박사 논문을 썼다.

## 학력
1913년 랑군 대학교를 졸업한 후, 바 모는 랑군 정부 고등학교와 후에 ABM 학교에서 교사로 일하기 시작했다. 1917년, 그는 캘커타 대학교에서 석사 학위를 받았고, 그가 다음 4년 동안 일했던 랑군 대학교의 첫 영어 강사가 되었다.

## 법조인 경력
1920년대 이후, 바 모는 법을 실행했고 식민지 시대의 버마 정치에 손을 댔다. 그는 1931년 반군 지도자 사야 산을 옹호하면서 명성을 얻었다. 산은 1930년 12월 버마에서 세금 폭동을 일으켰고, 이 반란은 곧 영국 통치에 대한 보다 광범위한 반란으로 발전했다. 산은 붙잡혀 재판을 받고 유죄 판결을 받고 교수형에 처해졌다. 산을 재판한 재판장 중 한 명은 또 다른 버마인 변호사 바 우였다.